# عصبون حركي ألفا
العصبونات الحركية ألفا (α) (تُدعى أيضًا عصبونات ألفا الحركية) هي عصبونات حركية سفلية متعددة الأقطاب وكبيرة في جذع الدماغ والنخاع الشوكي. تعصّب الألياف العضلية خارج المغزلية في العضلات الهيكلية، وهي مسؤولة بشكل مباشر عن بدء التقلص العضلي (الانقباض العضلي). تختلف العصبونات الحركية ألفا عن العصبونات الحركية غاما، التي تعصّب الألياف العضلية داخل المغزلية في المغازل العضلية.
في حين توجد أجسام الخلايا خاصتها في الجهاز العصبي المركزي (سي إن إس)، تُعتبر العصبونات الحركية أيضًا جزءًا من الجهاز العصبي الجسدي –وهو فرع من الجهاز العصبي المحيطي (بّي إن إس)– لأن محاورها العصبية تمتد إلى الأطراف لتعصّب العضلات الهيكلية.
يشكل العصبون الحركي ألفا مع الألياف العضلية التي يعصّبها وحدةً حركيةً. يحتوي التجمع العصبي الحركي على أجسام خلايا جميع العصبونات الحركية ألفا المشاركة في تقلص عضلة واحدة.

## الموقع
تقع العصبونات الحركية ألفا التي تعصب الرأس والعنق في جذع الدماغ؛ تعصّب العصبونات الحركية ألفا المتبقية باقي الجسم وتقع في النخاع الشوكي. تكون أعداد هذه العصبونات أكبر في النخاع الشوكي منها في جذع الدماغ، إذ يتناسب عددها طرديًا مع مقدار التحكم الدقيق في تلك العضلة. على سبيل المثال، تحتوي عضلات الإصبع الواحد على عصبونات حركية ألفا لكل ليف، وكمجموع كلي، أكثر من العضلة رباعية الرؤوس، ما يسمح بتحكم أكثر دقة في القوة التي يطبقها الاصبع.
على العموم، تعصّب العصبونات الحركية ألفا الموجودة في جانب واحد من جذع الدماغ أو النخاع الشوكي عضلات نفس الجهة من الجسم، باستثناء النواة البكرية في جذع الدماغ، التي تعصّب العضلة المائلة العلوية للعين في الجهة المعاكسة من الوجه.

### جذع الدماغ
في جذع الدماغ، تتوضع العصبونات الحركية ألفا وعصبونات أخرى داخل عناقيد من الخلايا تدعى النوى، والتي يحتوي بعضها على أجسام الخلايا العصبية التابعة للأعصاب القحفية. لا تحتوي كل نوى الأعصاب القحفية على عصبونات حركية ألفا؛ تسمى النوى التي تحتوي عليها نوى حركية، بينما تسمى الأخرى نوى حسية. توجد النوى الحركية في كامل أنحاء جذع الدماغ -البصلة السيسائية، والجسر، والدماغ المتوسط- وتُشاهد لأسباب تطورية قرب الخط الناصف لجذع الدماغ.
عمومًا، تعصّب النوى الحركية الموجودة أعلى جذع الدماغ (أي الأكثر منقارية) العضلات الأعلى في الوجه. على سبيل المثال، تحتوي النواة المحركة للعين على العصبونات الحركية ألفا التي تعصّب عضلات العين، وتقع في الخط الناصف، أكثر أجزاء جذع الدماغ منقاريًة. على النقيض، توجد نواة العصب تحت اللسان، التي تحتوي على العصبونات الحركية ألفا المعصّبة للسان، في البصلة السيسائية، أكثر بنى جذع الدماغ ذنبية (أي متجهة نحو الأسفل).

### النخاع الشوكي
في النخاع الشوكي، تتوضع العصبونات الحركية ألفا داخل المادة الرمادية التي تشكل القرن البطني. تؤمن هذه العصبونات العنصر الحركي للأعصاب الشوكية التي تعصّب عضلات الجسم.
كما في جذع الدماغ، تحتوي المناطق الأعلى من النخاع الشوكي على العصبونات الحركية ألفا التي تعصّب العضلات الأعلى من الجسم. على سبيل المثال، تُعصَّب عضلة ذات الرأسين العضدية، وهي عضلة في الذراع، بواسطة العصبونات الحركية ألفا الموجودة في شدف النخاع الشوكي ر5 وَ ر6 وَ ر7، التي تتوضع منقاريًا في النخاع الشوكي. من جهة أخرى، تُعصّب عضلة الساق، وهي واحدة من عضلات الساق، بواسطة عصبونات حركية ألفا داخل الشدفتين ع1 وَ ع2، اللتين تتوضعان ذنبيًا في النخاع الشوكي.
تقع العصبونات الحركية ألفا في منطقة محددة من المادة الرمادية للنخاع الشوكي. تُحدد هذه المنطقة باسم الصفيحة التاسعة IX من نظام الصفائح لريكسيد، الذي يصنف مناطق المادة الرمادية تبعًا لعمارتها الخلوية. تقع الصفيحة IX بمعظمها في الجانب الأنسي من القرن البطني، على الرغم من وجود بعض المشاركة للصفيحة IX في مجموعة من العصبونات الحركية الموجودة جانبيًا. مثل بقية مناطق النخاع الشوكي، تُنظم خلايا الصفيحة تبعًا للترتيب الجسدي، والذي يعني أن موضع العصبونات داخل النخاع الشوكي مترابط مع ما تعصّبه من عضلات. على وجه التحديد، تميل العصبونات الحركية ألفا في المنطقة الأنسية من الصفيحة IX إلى تعصيب العضلات الدانية للجسم، بينما تميل تلك الموجودة في المناطق الجانبية إلى تعصيب العضلات الوحشية. هناك ترتيب جسدي مشابه مرتبط مع العصبونات الحركية ألفا التي تعصّب العضلات الباسطة والقابضة: تقع تلك التي تعصّب العضلات القابضة في الجانب الظهري من الصفيحة IX؛ وتقع تلك التي تعصّب العضلات الباسطة في الناحية البطنية.

## الأهمية السريرية
تُعد إصابات العصبونات الحركية ألفا أكثر أنواع آفات العصبونات السلفية شيوعًا. قد ينتج الضرر عن الصدمة، ونقص التروية، والعدوى، وغيرها. بالإضافة إلى ذلك، ترتبط أمراض معينة مع الخسارة الانتقائية في العصبونات الحركية ألفا. على سبيل المثال، يحدث شلل الأطفال بسبب فيروس يستهدف العصبونات الحركية في القرن البطني للنخاع الشوكي تحديدًا ويقتلها. يرتبط التصلب الجانبي الضموري بطريقة مماثلة أيضًا مع الخسارة الانتقائية في العصبونات الحركية.
يُعد الشلل واحدًا من أكثر التأثيرات الواضحة لتلف العصبونات الحركية ألفا. نظرًا إلى أن هذه العصبونات تؤمّن التعصيب الوحيد لألياف العضلات خارج المغزلية، فإن خسارتها تقطع الاتصال بين جذع الدماغ والنخاع الشوكي والعضلات التي تعصّبها بشكل تام. يصبح التحكم العضلي الإرادي وغير الإرادي (المنعكس) دون هذا الاتصال مستحيلًا. يُفقد التحكم العضلي الإرادي نظرًا إلى أن العصبونات الحركية ألفا تنقل الإشارات الإرادية من العصبونات الحركية العليا إلى الألياف العضلية. ينتج فقد التحكم العضلي اللاإرادي عن اعتراض الدارات الانعكاسية مثل منعكس التمديد الموتّر. نتيجةً لاعتراض المنعكس، يتناقص توتر تلك العضلة، ما يسبب الخزل الرخو. هناك نتيجة أخرى لذلك، وهي تخامد المنعكسات الوترية العميقة، ما يؤدي إلى حدوث ضعف المنعكسات.
يُعد ضعف العضلات وضمورها أيضًا نتيجتين حتميتين لآفات العصبونات الحركية ألفا. نظرًا إلى أن حجم العضلات وقوة مرتبطان بمدى استخدامها، تكون العضلات التي فقدت تعصيبها أكثر عرضة للضمور. هناك سبب ثانوي للضمور، وهو أن العضلات فاقدة التعصيب لم تعد مزودةً بالعوامل المنمّية من العصبونات الحركية ألفا التي تعصّبها. تتسبب آفات العصبونات الحركية ألفا أيضًا في ظهور جهود غير طبيعية على تخطيط العضل الكهربائي (أي جهود رجفانية) والتقلصات الحزمية (الارتجافات الحزمية)، وتُعد الأخيرة تقلصات عضلية لاإرادية تلقائية.
تمتلك الأمراض التي تتلف الإشارات بين العصبونات الحركية ألفا والألياف العضلية خارج المغزلية، التي تُدعى عادةً أمراض الوصل العصبي العضلي، علامات مشابهة لتلك التي تحدث في أمراض العصبونات الحركية ألفا. على سبيل المثال، الوهن العضلي الوبيل هو مرض مناعي ذاتي يمنع مرور الإشارات عبر الوصل العصبي العضلي، ما يؤدي إلى زوال تعصيب وظيفي للعضلات.